# Deivy Balanta
Deivy Alexander Balanta Abonía (Bogotá, 2 de setembro de 1993) é um futebolista profissional colombiano que atua como defensor, atualmente defende o Junior.

## Carreira
Deivy Balanta fará parte do elenco da Seleção Colombiana de Futebol nas Olimpíadas de 2016.

## Títulos
Atlético Junior
- Copa Colômbia: 2017